# Brian Broderick
Pour les articles homonymes, voir Broderick.
Brian Michael Broderick, né le 1er septembre 1986 à Phoenix (Arizona) aux États-Unis, est un joueur américain de baseball évoluant en Ligue majeure au poste de lanceur avec les Nationals de Washington.

## Biographie

### Carrière scolaire et universitaire
Après des études secondaires à la Washington  High School de Phoenix (Arizona), Brian Broderick suit des études supérieures au Mesa Community College (2006) puis au Grand Canyon University (2007). À Mesa, il enregistre sept victoires et deux défaites pour une moyenne de points mérités de 2,51 ; À Grand Canyon, il prend part à quatorze matchs comme lanceur partant, pour six victoires, 5 défaites et une moyenne de points mérités de 2,51.

### Ligues mineures
Il est drafté en juin 2007 par les Cardinals de Saint-Louis au 21e tour de sélection.
Broderick passe quatre saisons en Ligues mineures au sein de l'organisation des Cardinals sous les couleurs des Johnson City Cardinals (Rk, 2007), les Batavia Muckdogs (A-, 2007), les Quad Cities River Bandits (A, 2008), les Palm Beach Cardinals (A+, 2009-2010) et les Springfield Cardinals (AA, 2009-2010).
Encore joueur de Ligues mineures, il est transféré chez les Nationals de Washington le 9 décembre 2010 via le repêchage de règle 5.

### Ligue majeure
Broderick est bon pendant l'entraînement de printemps 2011 des Nationals, et il est inclus à l'effectif actif de la franchise au début de la saison 2011. Il fait ses débuts en Ligue majeure avec les Nationals le 3 avril 2011. Il effectue une relève de deux tiers de manche, accordant quatre coups sûrs et deux points aux frappeurs des Braves d'Atlanta. Il lance 12 manches et un tiers en 11 sorties pour les Nationals en 2011, encaissant une défaite.
Le 23 mai 2011, les Nationals retournent Broderick aux Cardinals de Saint-Louis contre une somme d'argent. Les Cardinals ne font pas appel à ses services et lorsque le club le libère, Washington le remet sous contrat le 27 juillet.